# سيجيل

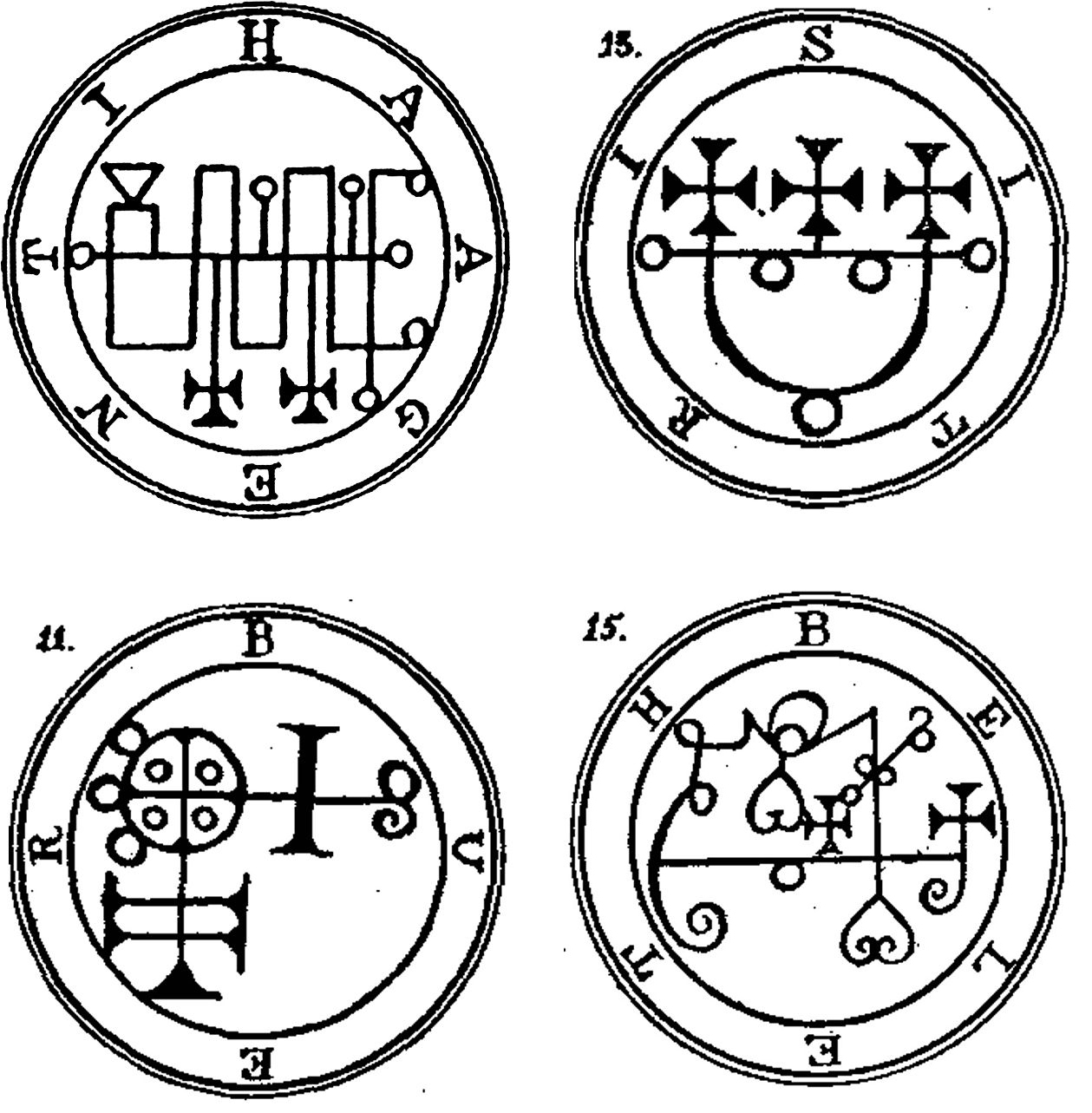
أختام Goetic من المفتاح الصغرى لسليمان

سيجيل ( /ˈsɪdʒɪl/) هو نوع من الرموز المستخدمة في السحر . يشير المصطلح عادة إلى توقيع مصور لإله أو روح . في الاستخدام الحديث ، لا سيما في سياق سحر الفوضى ، يشير سيجيل إلى تمثيل رمزي للنتيجة المرجوة من الممارس.

## تاريخ

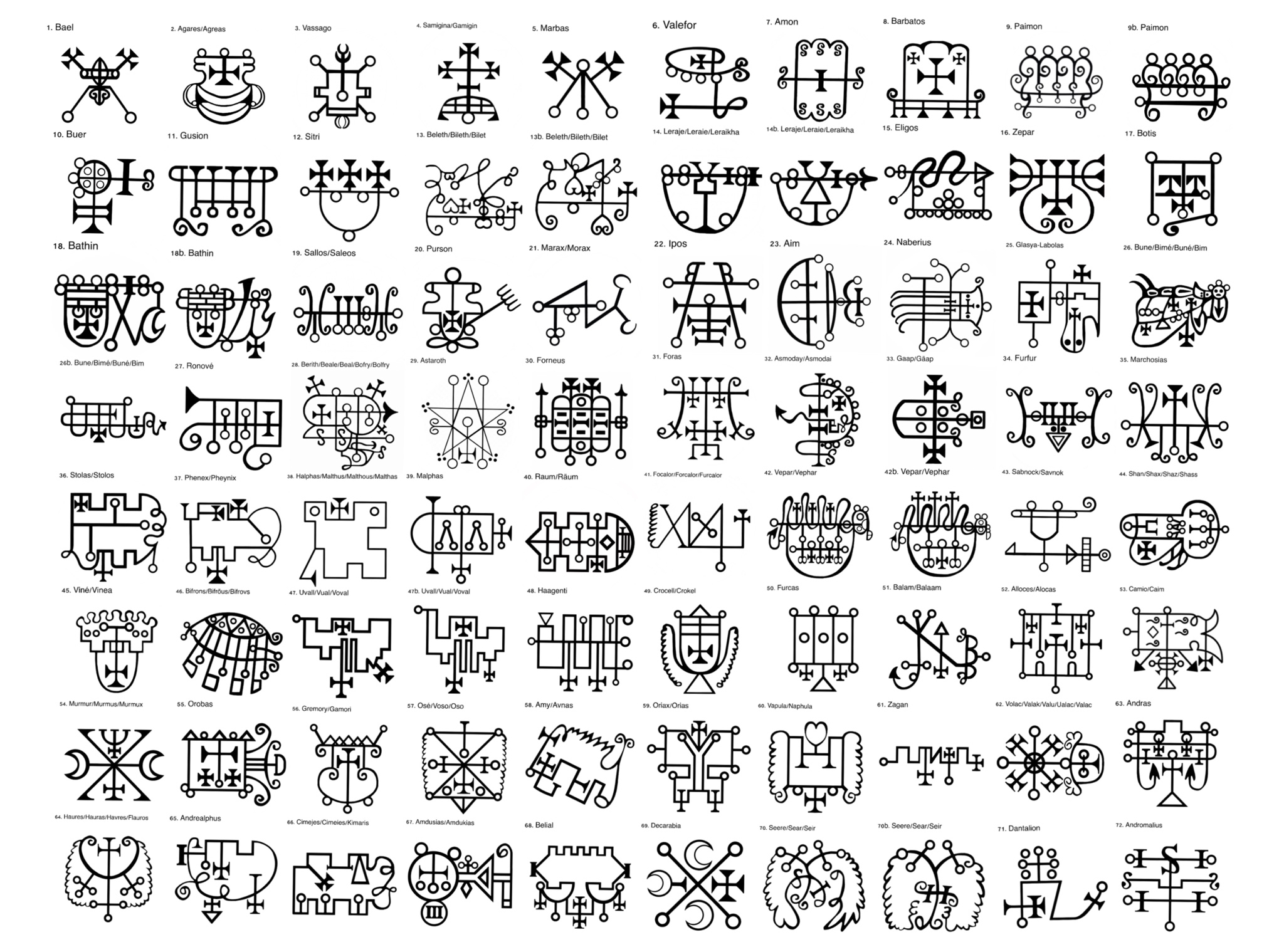
72 ختمًا من مفتاح سليمان الأصغر

انتشر استخدام الرموز لأغراض سحرية أو ثقافية منذ العصر الحجري الحديث على الأقل.  مصطلح sigil مشتق من اللاتينية sigillum (pl. sigilla أو sigils ) ، والتي تعني " الختم ".
في سحر العصور الوسطى ، كان مصطلح سيجيل يستخدم بشكل شائع للإشارة إلى علامات غامضة تمثل ملائكة وشياطين مختلفة قد يستدعيها الممارس. غالبًا ما تدرج كتب التدريب السحرية المسماة grimoires صفحات من مثل هذه العلامات. توجد قائمة معروفة بشكل خاص في The Lesser Key of Solomon ، حيث يتم إعطاء سيجيل 72 من الأمراء من التسلسل الهرمي للجحيم لاستخدام الساحر. يعتبر البعض مثل هذه السيجات معادلاً للاسم الحقيقي للروح ، وبالتالي منح الساحر قدرًا من السيطرة على الكائنات.

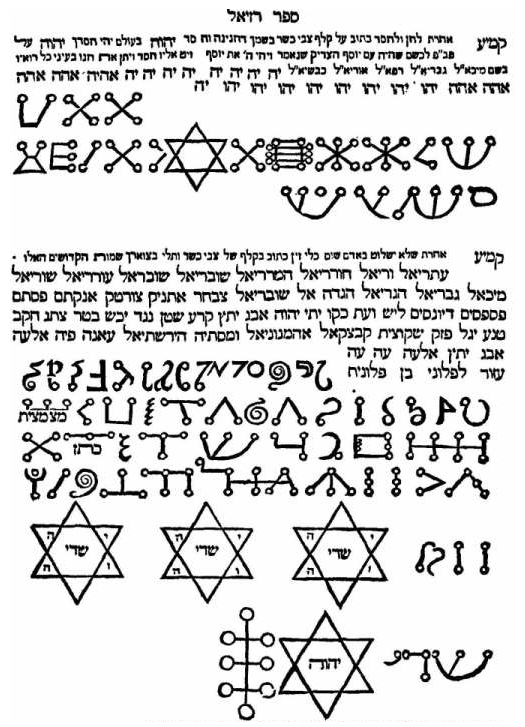
مقتطف من سفر رازيئيل همالاخ يضم العديد من السيجيل السحرية (أو סגולות ، سيغولوت ، بالعبرية).

كانت الطريقة الشائعة لإنشاء سيجيلات أرواح معينة هي استخدام kameas ، وهي حالة استخدام خاصة للمربعات السحرية - تم تحويل أسماء الأرواح إلى أرقام ، والتي كانت موجودة بعد ذلك في المربع السحري. ثم تم ربط المواقع بخطوط ، لتشكيل شخصية مجردة.
كلمة سيجيل [...] لها تاريخ طويل في السحر الغربي. كان أعضاء  الفجر الذهبي على دراية كاملة به ("من خلال الجمع بين الحروف والألوان والسمات وتكوينها ، يمكنك تكوين صورة عن بُعد للقوة. يجب أن تخدمك بعد ذلك لتتبع التيار الذي يجب أن يستدعي قوة عنصرية معينة للعمل ") وقد تم استخدامه في صنع التعويذات. كان سيجيل بمثابة توقيع أو علامة على كيان غامض.

## أوستن عثمان سبير
طور الفنان وعالم السحر والتنجيم أوستن عثمان سبير (1886–1956) طريقته الفريدة في إنشاء واستخدام السجيل ، والذي كان له تأثير كبير على السحر والتنجيم الحديث. لم يتفق سبير مع ممارسة القرون الوسطى لاستخدام هذه ، بحجة أن هذه الكائنات الخارقة للطبيعة كانت مجرد معقدات في اللاوعي ، ويمكن إنشاؤها بنشاط من خلال عملية التنبيه.
أصبحت تقنية سبير حجر الزاوية في سحر الفوضى. أثرت أيضًا على الفنانة بريون جيسين ، التي جربت الجمع بين طريقة سبير سيجيل مع الشكل التقليدي للمربعات السحرية:
كانت المربعات السحرية الخطية إحدى التقنيات الأكثر شيوعًا التي استخدمها Gysin. سيختصر اسمًا أو فكرة إلى "حرف رسومي" ثم يكتب عبر الورقة من اليمين إلى اليسار ، ويقلب الورقة ويفعل الشيء نفسه مرة أخرى ، وهكذا دواليك ، ويقلب الورقة حولها وتدور حولها لإنشاء شبكة متعددة الأبعاد ... تخللت نفس التقنيات والنية الوظيفية المدفوعة بوعي أيضًا في لوحاته. بالمعنى الحقيقي للكلمة ، كل شيء ابتكره كان عمل شعوذة.

## سحر الفوضى

سيجيل شخصية حديثة.

في سحر الفوضى ، بعد سبير ، يتم إنشاء السيجيل بشكل شائع بطريقة مرتبة جيدًا عن طريق كتابة نية ، ثم تكثيف أحرف العبارة لأسفل لتشكيل نوع من حرف واحد فقط . ثم يستخدم ساحر الفوضى الحالة الغنوصية "لإطلاق" أو "شحن" سيجيل - بشكل أساسي تجاوز العقل الواعي لزرع الرغبة في اللاوعي. على حد تعبير راي شيروين:
«يقر الساحر برغبة ، يسرد الرموز المناسبة ويرتبها في صورة رمزية يسهل تصورها. باستخدام أي من الأساليب الغنوصية ، يقوم بتجسيد السيجيل ، وبعد ذلك ، بقوة الإرادة ، يقذفها في عقله الباطن حيث يمكن أن يبدأ السيجيل في العمل دون أن تثقله الرغبة. »
بعد شحن سيجيل ، يعتبر من الضروري قمع كل الذاكرة الخاصة به. على حد تعبير سبير ، يجب أن يكون هناك "سعي متعمد لنسيانه".
في سحر الفوضى الحديث ، عندما تكتسب مجموعة من الأفكار والرغبات والنوايا مستوى من التعقيد بحيث يبدو أنها تعمل بشكل مستقل عن وعي الساحر ، كما لو كانت كائنًا مستقلاً ، عندئذٍ يُشار إلى هذا المركب باسم الخادم . عندما يصبح هذا الكائن كبيرًا بدرجة كافية بحيث يكون موجودًا بشكل مستقل عن أي فرد ، كشكل من أشكال "عقل المجموعة" ، عندئذٍ يشار إليه باسم egregore .
توسع سحرة الفوضى في وقت لاحق في تقنية التنبيه الأساسية. صاغ جرانت موريسون مصطلح فرط سيقيل للإشارة إلى عمل فني موسع بالمعنى السحري وقوة الإرادة ، تم إنشاؤه باستخدام عمليات التنبيه المكيفة. سلسلة كتبهم الهزلية The Invisibles كان المقصود منها أن تكون شديدة السيجان. جادل موريسون أيضًا في أن شعارات الشركات الحديثة مثل " أقواس ماكدونالدز الذهبية ، ونايكي سووش ، وتوقيع فيرجن " هي شكل من أشكال سيجيل الفيروسية:
سيجيل الشركات هم من كبار المربين. يهاجمون الفضاء الخيالي غير المعين. إنهم يغزون الساحة الحمراء ، ويغزوون شوارع التبت الغريبة ، ويغزوون أنفسهم في تسريحات الشعر. إنهم يتكاثرون عبر الملابس ، ويحولون الناس إلى لوحات إعلانية ... الشعار أو العلامة التجارية ، مثل أي سيجيل ، هو تكثيف ، مضغوط ، واستدعاء رمزي لعالم الرغبة الذي تعتزم الشركة تمثيله ... والت ديزني توفي منذ فترة طويلة ولكن سيجيله ،  توقيع مألوف ، كارتوني ، لا يزال قائما ، ويحمل ثقله الكبير من المعاني والجمعيات والحنين والأهمية.

## أنظر أيضا
- سحر Apotropaic - السحر يهدف إلى صد الشر
- نجم بهيني الثابت - خمسة عشر نجمًا ذات أهمية سحرية في علم التنجيم في العصور الوسطى
- السحر الاحتفالي - نظام من الطقوس السحرية المستمدة من العديد من المصادر التاريخية والحديثة
- العصي السحرية الآيسلندية - وجدت Sigils في grimoires الآيسلندية القديمة
- قائمة سيجيلات الشياطين
- السحر الروني - السحر باستخدام الأحرف الرونية أو الأحجار الرونية
- خاتم سليمان - خاتم الخاتم السحري المزعوم للملك سليمان التوراتي
- Sigil of Baphomet - الشارة الرسمية لكنيسة الشيطان
- Sigillum Dei - "ختم الله" ، يعود تاريخه إلى العصور الوسطى على الأقل ؛ يُزعم أنه يمنح المستخدم الماهر القدرة على التحكم في جميع الكائنات الحية باستثناء رؤساء الملائكة
- السحر الودي - مجموعة من المعتقدات والممارسات السحرية التي تتمحور حول المبادئ التي تبقي مثل التأثيرات والتواصل بين الأشياء ، بغض النظر عن الوقت أو المسافة
- Veve - رمز ديني وسحر في الفودو يمثل lwa

## روابط خارجية
قالب:Chaos magic series